# Rachel Gomez
Rachel Gomez (* 10. Mai 1996 in Sturgis als Rachel Anderson) ist eine US-amerikanische Volleyballspielerin.

## Karriere
Gomez begann ihre Karriere an der Sturgis High School. Von 2015 bis 2019 studierte sie an der Western Kentucky University und spielte in der Universitätsmannschaft. 2020 wechselte die Mittelblockerin zum deutschen Zweitligisten VC Neuwied 77. Mit dem Verein schaffte sie in der Saison 2020/21 den Aufstieg in die erste Liga. Neuwied schied im DVV-Pokal 2021/22 im Achtelfinale aus und wurde in der Bundesliga-Hauptrunde sieglos Letzter. 2022 wurde Gomez vom Ligakonkurrenten 1. VC Wiesbaden verpflichtet. Dort kam sie in der ersten Saison im DVV-Pokal 2022/23 und in den Bundesliga-Playoffs jeweils ins Viertelfinale. Im Challenge Cup 2023/24 kam Wiesbaden ins Halbfinale. Im nationalen Pokal und in der Bundesliga musste sich der Verein jeweils im Viertelfinale geschlagen geben. Gomez spielt auch 2024/25 für Wiesbaden.